# Penguin Adventure
Penguin Adventure (Japans: 夢大陸アドベンチャー) is een door Konami in 1986 uitgebracht videospel. Het is een vervolg op het succesvolle Antarctic Adventure uit 1983. Het is het eerste spel waaraan door de beroemde computerspelontwerper Hideo Kojima (die later faam zou verwerven met de Metal Gearreeks) meegewerkt is als assistent-regisseur. Het wordt beschouwd als een van de beste MSX actiespellen om zijn gameplay, diepte, verscheidenheid en rijke pseudo-3D, op tile-gebaseerde, grafische weergave. Het verhaal volgt Pentarou, een pinguïn die een gouden appel naar huis moet brengen om Penguette (Penko Hime in de Japanse versie), de prinses Penguin, te genezen.
Met deze speltitel werd de speelwijze beduidend uitgebreid ten opzichte van Antarctic Adventure. Dit komt naar voren in onder andere: een grotere verscheidenheid van levels en vijanden, RPG-elementen, eindbazen in elk derde level, het kopen van artikelen en de aanwezigheid van verschillende minispellen.
De artikelen bij verschillende handelaren worden gekocht middels het ruilen van vissen. Met deze artikelen verwerft Pentarou (tijdelijk) nieuwe capaciteiten.
Een van de artikelen die kunnen worden gekocht is een pistool, wat de persoonlijkheid van Pentarou reflecteert zoals deze naar voren wordt gebracht in de Parodius-reeks.
Het ontwerp van en variatie in de levels is sterk toegenomen ten opzichte van zijn voorganger Antarctic Adventure. Het spel bevat bos-, ijs-, (onder)water-, en grotlevels. Er is zelfs een ruimtelevel.
Er zijn verschillende manieren om de af te leggen route af te snijden. Deze "shortcuts" zijn gewoonlijk verborgen in gaten (deze zijn normaliter schadelijk en gevaarlijk voor Pentarou), die men in vrijwel elk level aan kan treffen.
Door gebruik te maken van deze verkorte routes, kan men het spel veel sneller succesvol uitspelen!

## Handelaren
Artikelen kan men aanschaffen bij de handelaren. De winkels van handelaren bevinden zich op gezette plaatsen in kleine gaten op de af te leggen route.
Er zijn drie soorten handelaren:
- vriendelijke: rekenen een redelijke prijs voor de aangeboden artikelen
- kwaadaardige: rekenen woekerprijzen
- de Kerstman: deze geeft artikelen gratis weg.

## Platforms
| jaar | platform                          |
| ---- | --------------------------------- |
| 1986 | MSX                               |
| 2006 | Mobiele telefoon                  |
| 2009 | Wii Virtual Console               |
| 2014 | Wii U Virtual Console, Windows PC |